# 翁明昌
翁明昌（1919年6月23日—1977年12月21日），生於中國浙江省慈谿县，台湾著名实业家，台湾义新企业集团创始人。

## 生平
早年在旧上海创业，曾担任上海金膺广播电台总经理。曾任培开灯泡厂董事长，东兴贸易公司董事长，申台染织厂负责人等职务。
1953年，参与创建台湾嘉新水泥公司。1959年，出任台湾嘉新水泥总经理。
先后担任益新纺织公司常务董事，华新丽华电线电缆董事长，力霸集团董事长，鑫新化纤公司董事长，华隆公司常务董事等要职。
1973年，创建嘉新畜产和义新国际贸易两公司，并出任董事长，铸成规模颇大的义新企业集团。1975年，将嘉麵经营权交给王又曾。
1977年，在俞國華內閣主導下，面臨倒閉的鑫新化纖與華隆、耐隆、國華、寶城整併為新華隆紡織，成為消滅公司，翁明昌成為新公司常董，1977年翁明昌心肌梗塞過世，長子翁大銘原擬把父親遺體遷回中國上海寧波老家安葬，但當時台灣尚屬戒嚴時期，台灣人民禁止前往中國大陸。為保存翁明昌遺體完整，翁家第2代仿傚兩蔣總統在大溪的做法，特別使用福馬林進行遺體防腐處理，並為其訂製大型銅棺放置遺體，外面還覆以大理石棺；至於翁明昌的元配翁張妙貞的遺體亦未下葬，由翁大銘家族購置1只冰櫃冰存。2人的遺體停放在陽明山永公路別墅大廳內，由2至3個保全輪流看守遺體。。翁家退出新華隆的經營權。
翁明昌過世後，力霸集團由王又曾接掌，其他產業也被家臣分光，其子翁大铭僅保有嘉新畜產。
1982年，翁大铭及其兄弟共同取得華隆紡織特別股，正式返回華隆，之後以華隆為首的翁家產業被稱為华隆集团。

## 家庭

### 配偶
翁明昌的生前有三房：大房配偶翁張妙貞，无子女，2011年前往生後與翁明昌一同停棺永公路別墅；二房配偶翁經蓮芳即翁大銘的母親，生二女四子，於2014年春節前往生。三房配偶盛彩利，生四女一子。

### 兒女
長女翁美玲；次女翁小玲；三女翁麗蓮；長子翁大銘；次子翁一銘；三子翁有銘；四子翁德銘 ；五子翁正銘 